# Horné Plachtince
Horné Plachtince jsou obec v okrese Veľký Krtíš v Banskobystrickém kraji na Slovensku. Žije zde 209 obyvatel.
První písemná zmínka o obci pochází z roku 1244. V obci se nachází jednolodní pozdněklasicistní evangelický kostel z roku 1859 a dřevěná zvonice z roku 1737.

## Osobnosti
- Milan Kňažko (* 1945), herec